# Alev Alev
Alev Alev (em Angola e Moçambique: Chamas do Destino)  é uma telenovela turca de gênero drama produzida pela Ay Yapım e exibida pela Show TV de 05 de novembro de 2020 a 27 de maio de 2021. A trama é uma adaptação da série de TV francesa Le Bazar de la Charité. 
O folhetim leva a assinatura do roteiro de Burcu Görgün, Damla Serim e Toprak Karaoğlu, com a direção geral de Ahmet Katıksız. Demet Evgar, Hazar Ergüçlü e Dilan Çiçek Deniz são as protagonistas da atração. A novela foi ao ar com capítulos semanais na Turquia, exibidos às quintas-feiras, com duração média de 120 minutos. Para a versão internacional, a empresa responsável pelas vendas no exterior, Madd Entertainment, reeditou a produção em episódios de 45 minutos. Assim, 28 capítulos originais de duas horas viraram 90 episódios de 45 minutos.

## Enredo
Três mulheres. Três vidas prestes a serem mudadas para sempre. Cemre (Demet Evgar), junto com sua filha pequena, tenta escapar do pesadelo de um casamento em que ela caiu depois de se casar com um homem violento. Rüya (Dilan Çiçek Deniz), que nunca enfrentou o lado amargo em sua vida perfeita e privilegiada, é testada com reviravoltas inesperadas. E por fim, Çiçek (Hazar Ergüçlü), que está prestes a perder a sua identidade e a sua beleza, ao mesmo tempo que tenta começar do zero e alcançar a felicidade. 
Essas três mulheres com personalidades e histórias muito diferentes se cruzam durante um incêndio em um evento benificente. Nada jamais será o mesmo quando as chamas se acalmarem. Seus caminhos terminam no mundo real, com suas lutas começando onde encontram o amor verdadeiro e também todos os aspectos da vida; tanto os bons quanto os ruins. 
Por outro lado, há a figura de Çelebi (Cem Bender), ex-prefeito de Istambul, advogado, e um homem com reputação invejável. No entanto, ele esconde segredos e uma personalidade abusiva e violenta que poucos a sua volta conhecem. Em meio a tantos perigos e desafios, Cemre, Rüya e Çiçek lutarão para dar voz à outras mulheres.

## Elenco
| Intérprete        | Personagem         |
| ----------------- | ------------------ |
| Demet Evgar       | Cemre Akınsel      |
| Hazar Ergüçlü     | Çiçek Görgülü      |
| Dilan Çiçek Deniz | Rüya Yıldırımlar   |
| Zuhal Olcay       | Tomris Üstünoğlu   |
| Berkay Ateş       | Ozan Akınsel       |
| Cihangir Ceyhan   | Ömer Ataycı        |
| Cem Bender        | Çelebi Kayabeyli   |
| Berker Güven      | İskender Kayabeyli |
| Yiğit Sertdemir   | Korkut Toprakoğlu  |
| Meltem Keskin     | Seher Akınsel      |
| Nurhan Özenen     | Hülya Kayabeyli    |
| Sekvan Serinkaya  | Adnan              |
| Kayra Orta        | Güneş Kayabeyli    |
| Kaan Şener        | Atlas              |
| Fatih Çetintaş    | Taner Güvenbağ     |
| Veda Yurtsever    | Hanım              |
| Bülent Düzgünoğlu | Hikmet Akınsel     |
| Gökşen Ateş       | Arzu               |
| Bedia Ener        | İsmet              |
| Sahra Şaş         | Zeyno              |
| Bora Cengiz       | Serkan             |

## Antecedentes
Incialmente, a novela seria chamada de Alevlerin Ardından (Lit. Depois das Chamas). Porém, em seguida resolveram manter apenas Alev Alev.